# Shampain
«Shampain» es una canción de la cantautora galesa Marina and the Diamonds de su álbum debut, The Family Jewels. Fue lanzado el 11 de octubre de 2010 como el quinto sencillo del álbum, solo en el Reino Unido e Irlanda. La pista esta en la Radio 1 B Playlist.

## Antecedentes
Cuando se le preguntó qué era "Shampain" y sobre la producción detrás de la canción, Diamandis dijo:
"'Shampain' se trata de la parte deprimente de emborracharse, el lado de la obliteración de pasar un buen rato. Esta fue la primera co-escribí que he hecho [...] Es bueno escribir una canción pop más simple, porque cuando escribo por mi cuenta las melodías están por todo el lugar. Era bueno hacer algo un poco más ligero, y esto probablemente es mi pista más ligera en un disco. Se trata de insomnio y las alegrías de la Champaña".
Sobre el coescrito, ella añadió:. "No me gusta [la co-escritura] así que lo hago porque es muy difícil para mí. Tan pronto como lo hago estoy muy contenta de que he tenido el placer de trabajar con tres grandes personas [...] 'Shampain' fue escrita con Pascal Gabriel y Liam Howe y nos divertimos mucho haciéndola".
"Shampain" se utilizó en un episodio de una la telenovela de la BBC "The Cut". La canción tenía el título provisional de "The Shampain Sleeper" en 2009.

## Video musical
El video musical de "Shampain" fue dirigido por Kim Gehri y filmado el 24 de agosto de 2010 en un parque de Londres. Fue lanzado el 6 de septiembre de 2010. El video tiene un estilo de terror gótico. Se comienza mostrando una luna llena y luego a una escena en la que las velas se han apagado y el título parpadea en la pantalla. Diamandis se ve a continuación, acostada en una almohada de seda negra y comienza la canción. Una envoltura de hamburguesa y que luego vuela a través de su rostro y la escena se corta para mostrar a Marina acostada en las escaleras en un quiosco de música del parque. Ella se pone de pie y camina por el parque, seguida de bailarinas asistentes a la fiesta intoxicadas para ser una reminiscencia de los zombis de Thriller de Michael Jackson. El video termina con Diamandis despertando en un banco del parque, como si ella soñaba con el video.

## Recepción crítica
John Murphy de MusicOMH describe la canción como "contagiosa, pegadiza y tiene suficiente profundidad que no debe ser a la ligera como bubblegum pop". Varios críticos han comentado negativamente sobre el título de la canción. Gareth James de Clash calificó como "repugnante" y describió la pista como "un poco forzada". Andy Gill de The Independent dijo que la canción era "casi tan molesto como [su] Título de juegos de palabras, con náuseas, brincando de piano y las cifras de sintetizador trabajando lejos metódicamente, Mika-moda, mientras que ella busca, sin éxito, para las rutas líricas que vale la pena. "

## Lista de canciones
UK iTunes EP
1. "Shampain" – 3:11
2. "Shampain" (Acoustic) – 3:45
3. "Shampain" (Fred Falke Remix) – 6:57
4. "Shampain" (Pictureplane's Deep Dolphin Remix) – 3:34
5. "Shampain" (The Last Skeptik Remix) – 3:23

    UK CD single
1. "Shampain" (Single Version) – 3:11

## Posiciones
| Listas (2010)    | Posición |
| ---------------- | -------- |
| UK Singles Chart | 12       |